# Josh Homme
Joshua Michael (Josh) Homme ([dʒɔːʃ ˈhɒmi] (Joshua Tree, 17 mei 1973) is een Amerikaanse zanger, songwriter, muzikant, producer en acteur. Hij is een van de oprichters van de rockband Queens of the Stone Age waarin hij zingt, gitaar speelt en soms ook piano, drum en basgitaar.
Homme was een van de oprichters van Kyuss en speelde in deze band tot de opsplitsing in 1995. Kyuss bracht vier albums uit en was vooral bekend in de undergroundscene van Californië. In 1997 richtte Homme Queens of the Stone Age op, waar hij tot heden het enige vaste bandlid van is. Hij is verder bekend van zijn vele samenwerkingen met andere bands, zoals zijn rol van drummer in Eagles of Death Metal. Ook werkte Homme samen met onder andere Foo Fighters, PJ Harvey en Millionaire. In 2009 werd hij zanger/gitarist van de supergroep Them Crooked Vultures.
Hij is een muzikant uit de Palm Desert Scene, heeft zijn eigen studio (Pink Duck Studio) en label (Rekords Rekords).

## Biografie

### Jeugd en Kyuss
Homme is geboren en opgegroeid in Joshua Tree. Later verhuisde hij naar de Coachella Valley waar hij onder andere in Palm Desert, Rancho Mirage, Cathedral City en Palm Springs heeft gewoond. Toen hij 9 was, begon hij met het spelen van gitaar. Een van zijn beste muzikale vrienden was Nick Oliveri. Als tiener ging Homme ook veel om met Chris Goss, die voorman was van de band Masters Of Reality. Bij Goss maakte Homme ook muziek.
Samen met Brant Bjork, Chris Cockrell (later Nick Oliveri) en John Garcia vormde Homme een band genaamd Sons of Kyuss. De naam werd later verkort tot Kyuss. Kyuss stond lokaal bekend om zijn generator parties, waarbij vrienden werden uitgenodigd ’s nachts naar een stroomgenerator te komen. De band sloot zijn apparatuur dan aan op de generator en speelden de hele nacht nummers. Kyuss werd nooit echt bekend, maar in de undergroundscene van Californië werd de band wel een begrip. De band bracht 6 albums uit: Wretch, Blues for the Red Sun, Welcome to Sky Valley, ...And the Circus Leaves Town, Muchas Gracias: The Best of Kyuss en een ep Kyuss/Queens of the Stone Age. In 1995 hield Kyuss vanwege interne problemen op te bestaan.

### Rechtszaak Kyuss
In maart 2012 klaagde Josh en oud-bassist Scott Reeder de band Kyuss Lives! aan voor fraude. Dit had te maken met het gebruik van de naam Kyuss.
Bjork zei hier het volgende over:
"Josh filing this lawsuit is not an issue of today … it's an issue that began over 20 years ago. That is why the band was short-lived. Josh and I were the creative force within the band and after the completion of our second record, 'Blues For The Red Sun', we developed an opposing view on how the band should exist and operate. In 1992 Josh discovered publishing, which is the financial revenue stream for songwriting. After that, he wanted to write all the songs.
As a drummer, I couldn't make him play my songs. I wasn't going to compromise my heart and soul and play drums for Josh to make money in a band I started. So I left the band.
I was a confused, angry and sad 19-year-old idealist who sacrificed my love of my band for what I believed in.
Two and a half years later, Josh would break up the band after John confronted him about the same thing; his need to control the band for personal gain".
Vertaling:
"De eis van Josh is niet een probleem van de laatste tijd ... Het is een probleem dat 20 jaar geleden begon. Dat is ook de reden dat de band zo kort bestond. Josh en ik waren het creatieve brein in de band. Nadat de tweede cd ‘Blues For The Red Sun’ klaar was kregen wij een meningsverschil over hoe de band zou moeten bestaan en hoe de nummers geschreven moesten worden.
In 1992 ontdekte Josh de marketing binnen de muziek. Dit is de financiële omzet voor het maken van nummers. Hierna wilde Josh alle nummers schrijven.
Als drummer kon ik hem niet mijn nummers laten spelen. Ik koos ervoor om niet met hart en ziel in een band te spelen die ik was begonnen om Josh geld te laten verdienen. Ik verliet de band.
Ik was een gefrustreerde, boze en verdrietige 19-jarige idealist die zijn liefde opofferde voor waar ik in geloofde.
2,5 jaar later stopte Josh de band nadat John hem had geconfronteerd met hetzelfde punt: de controle van de band voor persoonlijke winst".
Bjork gaf op 7 juni 2012 in een interview met Trashhits aan dat Homme en Reeder op de hoogte waren gebracht door Garcia wat de toekomstvisie was met Kyuss Lives! Ook vertelde Bjork over de relatie met Josh Homme: "De laatste keer dat ik hem (Josh) sprak is 6 jaar geleden waarin hij aangaf dat hij mij (Bjork) nooit meer wilde spreken. In het begin van de Kyusstijd konden wij het goed met elkaar vinden. We groeiden steeds meer uit elkaar en we hebben het nooit meer bijgelegd. Er is nooit een heftige ruzie geweest. We hadden beide andere interesses. Na nog een aantal keer samen te hebben gewerkt na Kyuss werd het mij steeds duidelijker dat wij uit elkaar waren gegroeid. Josh is niet meer de persoon die ik ooit kende."
In augustus 2012 bepaalde een rechter dat John Garcia en Brant Bjork geen studio- en/of live-materiaal mochten uitbrengen onder de band naam 'Kyuss Lives!'. Wel mogen ze de naam gebruiken voor liveshows zolang 'Kyuss' en 'Lives!' in dezelfde lettergrootte naast elkaar staan om onduidelijkheid over de naam weg te nemen. De rechter gaf aan dat ze in de toekomst misschien in de problemen kunnen komen hiermee en gaf aan dat het voor de verdedigende partij het beste is om de bandnaam te veranderen.
Op 29 november 2012 werd aangekondigd dat de naam Kyuss Lives! werd veranderd in Vista Chino.

### The Desert Sessions
Vanwege de teleurstelling van het stoppen van Kyuss raakte Homme een jaar lang geen gitaar aan. In 1996 kwam Homme terug nadat Mark Lanegan hem vroeg of hij tweede gitarist wilde zijn in zijn band Screaming Trees. Zij hadden net hun album Dust uitgebracht en begonnen aan een tour. Homme stemde in en werd later goede vrienden met Lanegan. Hierna werkte Homme ook mee als gastartiest met Gamma Ray, Wellwater Conspiracy en Mike Johnson. Zelf nodigde hij enkele artiesten uit om muziek te gaan maken in Rancho de la Luna, een opnamestudio in Joshua Tree en eigendom van Fred Drake en Dave Catching. Hij noemde deze opnamen The Desert Sessions. Artiesten die kwamen helpen waren onder andere Fu Manchu, Monster Magnet, Soundgarden, Dinosaur Jr. en Screaming Trees.
De eerste keer dat de artiesten bij elkaar kwamen was in augustus 1997. In februari 1998 werden Volumes 1 & 2 uitgebracht. De opnamen waren erg onorthodox en bevatten veel referenties naar drugsgebruik. Rond deze tijd begon Homme ook nieuwe muzikanten te rekruteren voor het vormen van een nieuwe band. Hij kreeg de hulp van enkele Desert Sessions-leden.
In 1998 werden ook Volumes 3 & 4 uitgebracht. Hierop volgde albums Volumes 5 & 6 in 1999, Volumes 7 & 8 in 2001 en Volumes 9 & 10 in 2003.
In 2014 gaf Homme aan plannen te hebben voor het opnemen van een nieuw Desert Sessions-album.

### Queens of the Stone Age en andere projecten

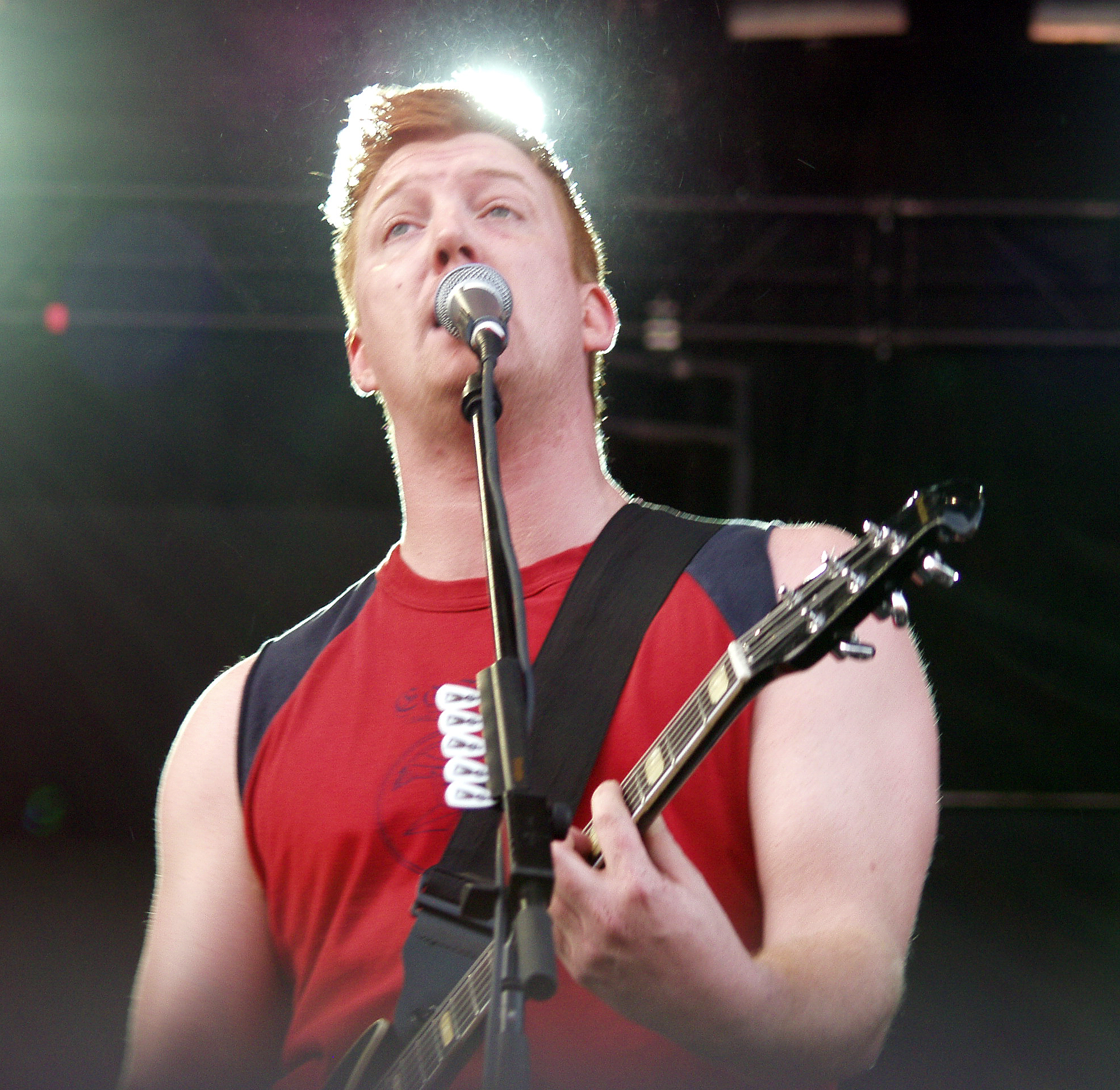
Homme op V Festival in 2003.

Samen met Alfredo Hernández vormde Homme de band Gamma Ray. Omdat er al een band bestond met deze naam werd de bandnaam veranderd in Queens of the Stone Age. Er werd begonnen met wat oud materiaal dat overgebleven was van The Desert Sessions. Homme vertelde over de muziek van Queens of the Stone Age hij "een zwaar geluid op een solide flow wilde creëren dat doordringt in je hoofd". Nick Oliveri voegde zich ook bij de band. Dit is te horen in een opgenomen telefoongesprek die later is toegevoegd in het nummer "I was a teen hand model" van hun debuutalbum. In 1998 kregen ze een platencontract bij Loose Groove, waarna ze hun debuutalbum Queens of the Stone Age uitbrachten. Voor het tweede album ging de band naar Interscope Records. Dat album werd Rated R, gevolgd door Songs for the Deaf in 2002. In datzelfde jaar werd Homme gevraagd of hij de soundtrack voor de film The Dangerous Lives of Altar Boys wilde schrijven. Samen met Oliveri en Brad Wilk van Rage Against the Machine en Audioslave maakte hij een album voor de film.
Begin 2004 werd Oliveri door Homme uit Queens of the Stone Age gezet. Homme verklaarde dat Oliveri destructief gedrag begon te vertonen. Homme vertelde dat "Oliveri een wervelwind was die overal door heen ging. En ik heb er genoeg van dat ik steeds de rotzooi moet opruimen". Ook verklaarde Homme ontevreden te zijn over Oliveri's communicatie met fans. Er gingen ook geruchten dat Oliveri uit de band was gezet omdat hij gewelddadig zou zijn geweest tegenover zijn vrouw en Homme's vriendin. Later dat jaar werkte Homme mee aan het debuutalbum van Eagles of Death Metal, een band die hij met Jesse Hughes vormde. Homme neemt plaats achter de drums en voor gitarist werd onder andere Tim Vanhamel gevraagd. Homme speelde bij Eagles of Death Metal onder zijn pseudoniem Carlo Von Sexron. De bandleden zelf refereerden liever naar Homme als (King) Baby Duck. Het eerste album van de band werd Peace, Love, Death Metal genoemd en kwam in 2004 uit. Het tweede album Death By Sexy... werd in 2006 uitgebracht en het derde album Heart On in 2008.
Zonder Oliveri en Grohl begon Homme met het opnemen van het vierde album Lullabies to Paralyze. Dat album werd in 5 weken opgenomen. In 2005 produceerde Homme het album Paradisiac van het Belgische Millionaire. De band heeft in het voorprogramma gespeeld van Queens of the Stone Age, terwijl Tim Vanhamel ook mee heeft gedaan met Eagles of Death Metal. Eind dat jaar verloofde Homme zich met Brody Dalle, zangeres van The Distillers. In januari 2006 werd hun eerste dochter Camille geboren. Ook nam Homme het tweede album van Eagles of Death Metal Death by Sexy op. In 2007 kwam Queens of the Stone Age's vijfde album Era Vulgaris uit.
Anno 2009 vormt Homme samen met Dave Grohl (Nirvana, Foo Fighters) en John Paul Jones (Led Zeppelin) een zogenaamde "supergroep": Them Crooked Vultures.

## Rekords Rekords
Rekords Rekords is een platenmaatschappij die Homme oprichtte nadat Man's Ruin Records ophield te bestaan. Artiesten die getekend hebben bij Rekords Rekords zijn onder andere: Fatso Jetson, Queens of the Stone Age, The Desert Sessions, Eagles of Death Metal, Alain Johannes, Mondo Generator, Mini Mansions en Likehell.

## Pink Duck Studio
Josh Homme is eigenaar van de 'Pink Duck Studio'. Bands die hier hebben opgenomen zijn: Queens of the Stone Age, Mondo Generator, Dum Dum Girls, Arctic Monkeys, Sweethead, Eagles of Death Metal, The Hives, Mark Lanegan & Duke Garwood, Mr. Gnome, The Desert Sessions, Spinnerette en Them Crooked Vultures.

## Muziekstijl

### Invloeden en stijl

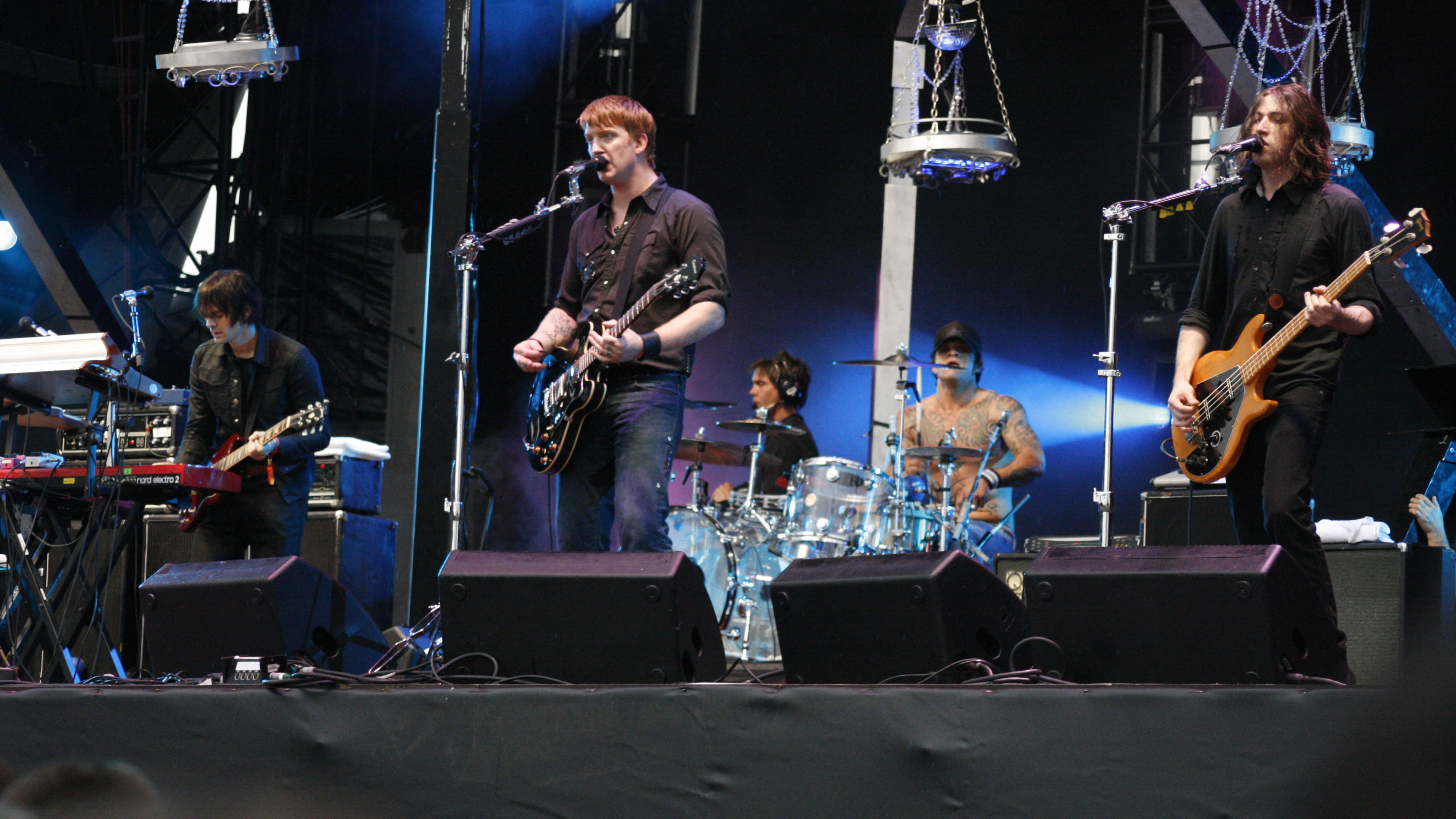
Queens of the Stone Age in Londen (2007).

Tot zijn favoriete artiesten behoren The Stooges, Björk, Johnny Cash en Jimi Hendrix. Homme zingt vaak met een falsetto. De muziek van Homme en Queens of the Stone Age wordt vaak beschreven als 'stoner rock', maar Homme zelf keurt de term af, hij verkiest liever 'robot rock'.

### Materiaal
Homme's originele set bestond voornamelijk uit Ovation Ultra GP-gitaren met een Ampeg-versterker. De Ovation-gitaren waren onderdeel van een gelimiteerde oplage van minder dan 1000 stuks, die in 1984 geproduceerd waren. Homme bezit er 3: een sunburst, een zwarte en een rode. Tijdens de Kyuss-tour in 1993 voor het Blues for the Red Sun-album gebruikte Homme een Gibson Les Paul en een Gibson SG. De laatste werd ook gebruikt in zijn periode bij Screaming Trees. Voor de eerste albums van Queens of the Stone Age (tot Lullabies to Paralyze) gebruikte Homme een Gibson Marauder Custom, een Maton MS503, een Maton MS524 en een Epiphone Dot. Na de Lullabies to Paralyze-periode stopte hij met het gebruiken van de Ovation-gitaren. Daarvoor haalde hij enkele nieuwe Maton-gitaren (BB1200 "Betty Blue", MS526 en MS500). Tegenwoordig heeft hij ook een Fender Telecaster en een Fender Jaguar. Naast gitaar speelt Homme ook basgitaar, zoals op "Burn the Witch", "Long Slow Goodbye" en de meeste nummers van Queens of the Stone Age's debuutalbum.

## Discografie

### Kyuss
- 1990 - Sons of Kyuss
- 1991 - Wretch
- 1992 - Blues for the Red Sun
- 1994 - Welcome to Sky Valley
- 1995 - ...And the Circus Leaves Town
- 2000 - Muchas Gracias: The Best of Kyuss

### Eagles of Death Metal
- 2004 - Peace, Love, Death Metal
- 2006 - Death By Sexy...
- 2008 - Heart On

### The Desert Sessions
- 1998 - Volumes 1 & 2
- 1998 - Volumes 3 & 4
- 1999 - Volumes 5 & 6
- 2001 - Volumes 7 & 8
- 2003 - Volumes 9 & 10
- 2019 - Volumes 11 & 12

### Queens of the Stone Age
- 1996 - Gamma Ray EP
- 1997 - Kyuss/Queens of the Stone Age
- 1998 - Queens of the Stone Age/Beaver
- 1998 - Queens of the Stone Age
- 2000 - Rated R
- 2002 - Songs for the Deaf
- 2004 - Stone Age Complication
- 2005 - Lullabies to Paralyze
- 2005 - Over The Years And Through The Woods
- 2007 - Era Vulgaris
- 2013 - ...Like Clockwork
- 2017 - Villains
- 2023 - In Times New Roman...

### Them Crooked Vultures
- 2009 - Them Crooked Vultures

### Gastoptredens
- 1995 - Various - Metallurgy, Vol 1
- 1996 - Fu Manchu - Godzilla EP
- 1996 - Gamma Ray/QotSA - If Only Everything
- 1995 - Mike Johnson - I Feel Alright
- 1999 - Wellwater Conspiracy - Brotherhood of Electric: Operational Directives ("Teen Lambchop", "Red Light, Green Light", "Ladder to the Moon" en "Good Pushin'")
- 2000 - Mondo Generator - Cocaine Rodeo ("13th Floor", "Simple Exploding Man" en "Cocaine Rodeo")
- 2000 - Soundtrack - Heavy Metal 2000
- 2000 - Various - Us
- 2000 - Sountrack - Blair Witch 2: Book of Shadows
- 2001 - Masters Of Reality - Deep in the Hole ("Roof Of The Shed")
- 2001 - Soundtrack - Soul Survivors
- 2001 - Various - Alpha MotherF******: A Tribute to Turbonegro
- 2002 - Local H - Here Comes the Zoo
- 2002 - The Dangerous Lives of Altar Boys OST ("Hanging (a.k.a. Ramble Off)")
- 2002 - Soundtrack - xXx
- 2002 - Various - WW: Tough Enough, Vol. 2
- 2002 - Various - Rise Above: 24 Black Flag Songs to Benefit the West Memphis Three
- 2003 - earthlings? - Disco Marching Kraft ("Disco Marching Kraft")
- 2003 - Mondo Generator - A Drug Problem That Never Existed
- 2003 - UNKLE - Never, Never, Land ("Safe In Mind (Please take this gun from out my face)")
- 2003 - Masters Of Reality - Flak 'n' Flight
- 2003 - Mark Lanegan Band - Here Comes That Weird Chill
- 2003 - Soundtrack - Wrong Turn
- 2003 - Martina Topley-Bird - Quixotic
- 2004 - Auf der Maur - Auf der Maur ("I'll Be Anything You Want", "Overpower Thee" en "I Need I Want I Will")
- 2004 - Mark Lanegan - Bubblegum  ("Methamphetamine Blues")
- 2004 - Soundtrack - The Punisher
- 2005 - Death from Above 1979 - Romance Bloody Romance: Remixes & B-Sides ("Black History Month")
- 2005 - Foo Fighters - In Your Honor ("Razor")
- 2005 - Soundtrack - Domino
- 2005 - Soundtrack - Saw II
- 2005 - Various - Killer Queen: A Tribute to Queen
- 2006 - Mastodon - Blood Mountain ("Colony of Birchmen")
- 2006 - Peaches - Impeach My Bush ("Give 'er")
- 2006 - Soundtrack - Masters of Horror, vol 2
- 2006 - The Strokes - You Only Live Once
- 2006 - Soundtrack - Beerfest
- 2006 - Liam Prodigy - Back To Mine
- 2007 - Goon Moon - Licker's Last Leg
- 2007 - Jesse Malin - Glitter in the Gutter
- 2007 - Soundtrack - Hot Rod
- 2007 - UNKLE - War Stories ("Restless")
- 2010 - Biffy Clyro - Only Revolutions ("Bubbles")
- 2012 - Florence and the Machine - MTV Unplugged ("Jackson")
- 2013 - Arctic Monkeys - AM (achtergrondzang op "One for the road", "Knee socks")

### Producer
- 2005 - Millionaire - Paradisiac
- 2009 - Arctic Monkeys - Humbug